# Selenops enriquillo
Selenops enriquillo là một loài nhện trong họ Selenopidae.
Loài này phân bố ở Hispaniola.
Loài này thuộc chi Selenops. Selenops enriquillo được Sarah C. Crews miêu tả năm 2011.